# Megastomatohyla
Megastomatohyla (лат.) — род бесхвостых земноводных из семейства квакш. Род был отделён от рода Hyla в 2005 году после молекулярно-биологических исследований. Родовое название происходит от др.-греч. mega — «большой» и лат. stomatos — «рот», и указывает на увеличенные ротовые диски головастиков.

## Описание
Это небольшие речные лягушки, достигающие максимальной длины 37 мм. Самцы не вокализируют и не имеют голосовых связок. Также у самцов отсутствуют брачные мозоли. Барабанные перепонки скрыты. Пальцы передних лап перепончаты не более чем на одну треть, задних — на три четверти. Ротовой диск головастиков содержит 7—10 рядов зубов на верхней челюсти и 10—11 на нижней.

## Распространение
Являются эндемиками мексиканских туманных лесов штатов Веракрус и Оахака.

## Классификация
На январь 2023 года в род включают 4 вида:
- Megastomatohyla mixe (Duellman, 1965)
- Megastomatohyla mixomaculata (Taylor, 1950) — Златоглазая квакша
- Megastomatohyla nubicola (Duellman, 1964) — Туманная квакша
- Megastomatohyla pellita (Duellman, 1968) — Скрытоухая квакша